# Cindy Tsai
Cindy Tsai (* 9. Juli 1985 in Chicago, Illinois) ist eine US-amerikanische Schachspielerin.

## Leben
Ihre Eltern stammen aus Taiwan. Obwohl Cindy Tsai in Chicago geboren wurde, wuchs sie in Gainesville (Florida) auf. Dort lernte sie im Alter von sieben Jahren das Schachspielen von George Pyne, einem Schachlehrer. Ihre späteren Jugendtrainer waren George Rottmann, Arno Nolting, Tim Hartigan und Großmeister Gabriel Schwartzman. Sie studierte an der Stanford University in Stanford (Kalifornien) und arbeitete anschließend als Kundendienst-Managerin bei der Smartphone-Firma Peek in New York City. Seit 2009 nimmt sie in Chicago an einem Graduiertenprogramm der Kellogg School of Management an der Northwestern University teil, um einen Master of Business Administration zu machen.

## Erfolge
Bei panamerikanischen Meisterschaften der weiblichen Jugend gewann Cindy Tsai viele Titel: U14 im Mai 1998 in Florianópolis, U16 im Juni 2000 in Bento Gonçalves, U16 im Juni 2001 im argentinischen Departamento Guaymallén, U20 im Juni 2002 in La Paz vor Karen Zapata und U20 im September 2004 in Guayaquil. Für die US-amerikanische Frauennationalmannschaft spielte sie bei den Mind Sports Games 2008 in Peking.
In ihren ersten Jahren spielte Cindy Tsai für den Schachverein der Gainesviller Hidden Oak Elementary School. In der britischen Four Nations Chess League (4NCL) spielte sie in der Saison 2005/06 zwei Partien für die Mannschaft aus Oxford; in der United States Chess League spielte sie nach einer längeren Schachpause in der Saison 2010 für Chicago Blaze.
Sie trägt seit 2002 den Titel Internationaler Meister der Frauen (WIM), den sie für den Gewinn der Panamerikanischen U20-Meisterschaft verliehen bekam. Dazu hat sie zwei Normen zum Titel Großmeister der Frauen (WGM), jeweils für die U20-Titel bei Panamerikanischen Meisterschaften 2002 und 2004. Cindy Tsai wird bei der FIDE als inaktiv geführt, da sie seit der Saison 2005/06 der 4NCL keine Elo-gewertete Partie mehr gespielt hat.